# Estação College
College é uma estação do metrô de Toronto, localizada na secção Yonge da linha Yonge-University-Spadina. Localiza-se no cruzamento da Yonge Street com a College Street. College não possui um terminal de ônibus/bonde integrado, e passageiros das duas linhas de superfície do Toronto Transit Commission que conectam-se com a estação (a vasta maioria passageiros da linha de bonde 506 Carlton) precisam de um transfer para poderem transferirem-se da linha de superfície para o metrô e vice-versa. O nome da estação provém da College Street, a principal rua leste-oeste servida pela estação. Pontos de interesse próximos incluem a Maple Leaf Gardens (onde o Toronto Maple Leafs jogaram até 1999) e a Universidade Ryerson. 
O interior da estação é decorado com dois murais, um em cada plataforma, uma mostrando membros do Toronto Maple Leafs, e outra, membros do Montreal Canadiens, referência ao Maple Leafs e seu antigo estádio, e da rivalidade existente entre as duas equipes na NHL.